# Eomicrobioteri
L'eomicrobioteri (Eomicrobiotherium) és un gènere extint de marsupials microbioteris de la família Microbiotheriidae. Els seus fòssils més antics procedeixen de l'Eocè superior de l'Argentina, la qual cosa demostra la radiació d'aquest grup de marsupials des de l'est a l'oest de Gondwana.